# LTBP2
LTBP2‏ (Latent transforming growth factor beta binding protein 2) هوَ بروتين يُشَفر بواسطة جين LTBP2 في الإنسان.